# Амальберга Мобёжская
Амальберга из Мобёжа  (Амальбурга, Амалия; начало VII века, Брабант— около 690 года, Мобёж, Эно) — святая Римско-католической Церкви, монахиня.

## Биография
Святая Амальберга родилась в аристократической семье в начале VII веке в Брабанте. Амальберга была сестрой франкского майордома Пипина Ланденского, женой лотарингского герцога Витберга и матерью нескольких святых — епископа Эмеберта, Рейнельды, Фарайльды и Гудулы. После смерти мужа вступила в монастырь в городе Мобёж, где умерла в 690 году.
В иконографии изображается с открытой книгой и короной на голове.
Святую Амальбергу из Мобёжа не следует путать с другой святой Амальбергой из Темсе.
День памяти в Католической Церкви — 10 июля.